# Sergio du Bocage
Sergio du Bocage é um comentarista esportivo e apresentador de TV brasileiro, conhecido por ser o apresentador do programa EsporTVisão (uma das mesas redondas mais assistidas do país aos domingos), da TVE Brasil, desde 1987. Desde 2013, apresenta o programa No Mundo da Bola, na TV Brasil.
Ele iniciou sua carreira jornalística em 1982, no Jornal dos Sports, como estagiário. Em 1988, realizou a cobertura dos Jogos Olímpicos de Seul para o JS e para a TVE. Em 2014, fez a cobertura da Copa do Mundo pela Rádio Globo.

## Biografia
Nascido no Rio de Janeiro, em 3 de novembro de 1961, Sergio du Bocage iniciou sua carreira jornalística em 1981, no Jornal dos Sports, como estagiário. Em 1983, convidado pelo jornalista Aristélio Andrade, foi um dos primeiros repórteres esportivos da extinta TV Manchete. Um ano depois, transferiu-se para a TVE (atual TV Brasil), onde está até os dias atuais. Neste canal, começou como repórter das transmissões esportivas das noites de domingo, o famoso VT dos jogos de domingo, formando uma equipe com o locutor Januário de Oliveira e o comentarista Achilles Chirol. Foi repórter do programa Stadium e, em setembro de 1987, estreou na apresentação da mesa redonda, à época chamada de "Esporte Visão", da qual faziam parte os comentaristas Chirol, Gérson Nunes, Luiz Mendes, Sergio Noronha, Ruy Porto, José Ignácio Werneck, Washington Rodrigues, Sergio Cabral e Roberto Porto. Também participou do programa com outros apresentadores, como Marcio Guedes, Ricardo Mazella, Flávio Winicki e Sergio Mauricio. Bocage tornou-se o apresentador titular em 16 de junho de 2013, quando a mais tradicional mesa de debates esportivos da TV brasileira adotou o nome de "No Mundo da Bola", criado em setembro de 1947 por Antônio Cordeiro, para a Rádio Nacional.